# Consonne occlusive injective rétroflexe sourde
La consonne occlusive injective rétroflexe sourde est un son consonantique observé en sindhi, notamment en oromo, en ngiti. Les symboles [ᶑ̥] ou [ᶑ̊] sont utilisés pour cette consonne dans l'alphabet phonétique international, cependant il n’est pas explicitement accepté et, suivant la norme utilisée entre 1989 et 1993, le symbole [𝼉] est parfois aussi utilisé, 

## Caractéristiques
Voici les caractéristiques de la consonne occlusive injective alvéolaire :
- Son mode d'articulation est occlusif, ce qui signifie qu'elle est produite en obstruant l’air du chenal vocal.
- Son point d’articulation est rétroflexe, ce qui signifie qu'elle est articulée avec la pointe de la langue retournée contre le palais.
- Sa phonation est sourde, ce qui signifie que les cordes vocales vibrent lors de l’articulation.
- C'est une consonne orale, ce qui signifie que l'air ne s'échappe que par la bouche.
- C'est une consonne centrale, ce qui signifie qu’elle est produite en laissant l'air passer au-dessus du milieu de la langue, plutôt que par les côtés.
- Son mécanisme de courant d'air est ingressif glottal, ce qui signifie qu'elle est articulée grâce à un mouvement de l'air vers l'arrière produit par un abaissement de la glotte.

## Langues
Le français ne possède pas de [ᶑ̥].